# 小行星7273
小行星7273（7273 Garyhuss）是一颗绕太阳运转的小行星，为主小行星带小行星。该小行星于1981年3月2日发现。

## 轨道参数
小行星7273的轨道半长轴为2.6536198 UA，离心率为0.192。